# Stora Björnholm
Stora Björnholm är en ö i Finland. Den ligger i Finska viken och i kommunen Ingå i den ekonomiska regionen  Raseborg i landskapet Nyland, i den södra delen av landet. Ön ligger omkring 67 kilometer väster om Helsingfors.
Öns area är 5,8 hektar och dess största längd är 410 meter i nord-sydlig riktning.